# Andreas Grüssner
Andreas Grüssner (* 1. Juli 1910 als Endre Grüssner in Gyöngyös; † 1999 in Basel) war ein ungarischer Chemiker.

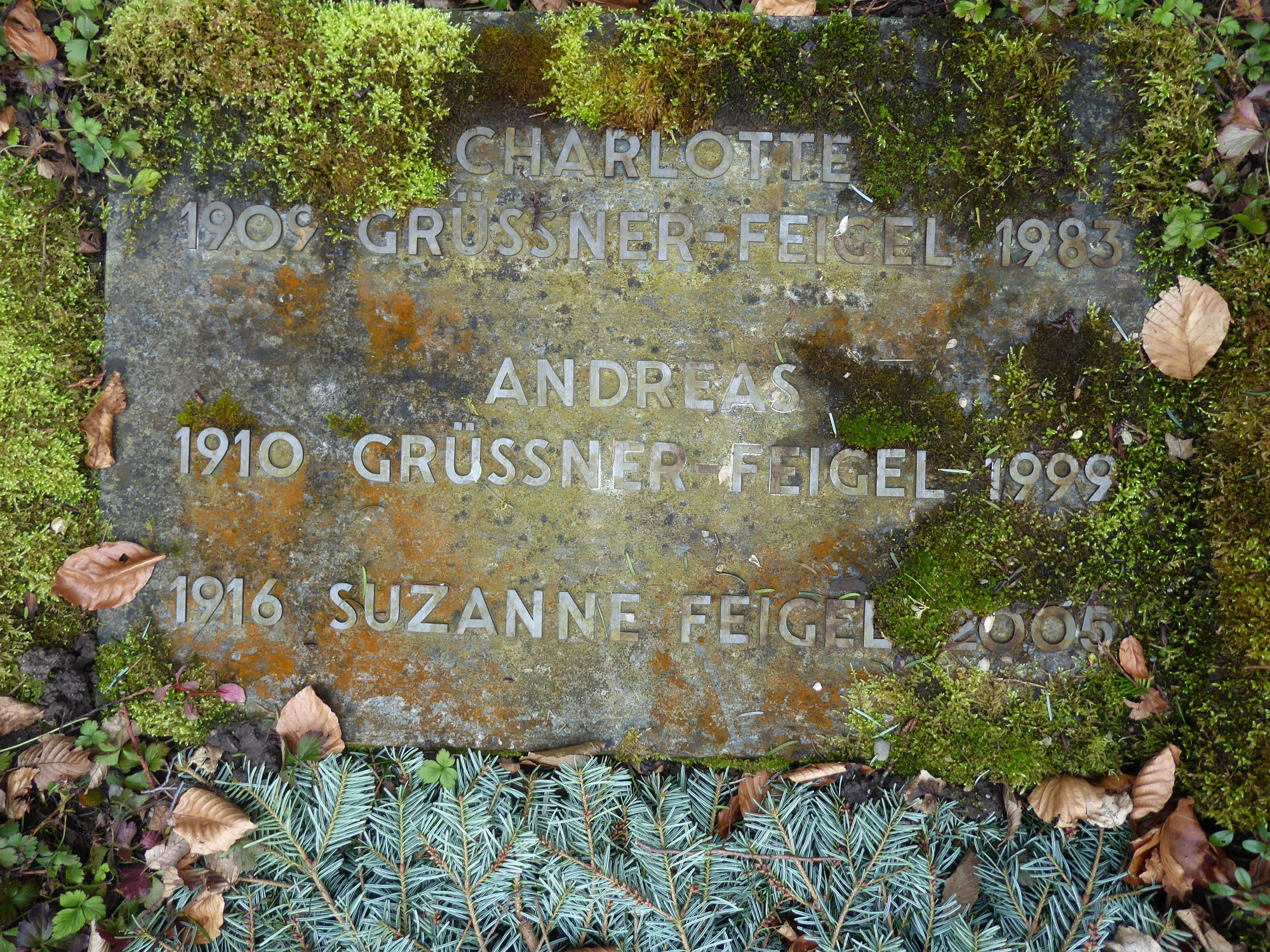
Familiengrab auf dem Friedhof am Hörnli.

Andreas Grüssner wurde als Sohn des Gutsbesitzers Zoltán Grüssner und seiner Frau Ella (geb. Téven) in Gyöngyös etwa 90 km östlich von Budapest geboren. Er besuchte die Primarschule und ab Herbst 1920 das staatliche Gymnasium in Gyöngyös, bevor er zum evangelischen Gymnasium nach Budapest wechselte. Nach der Maturitätsprüfung begann er im gleichen Jahr (1928) das Studium der Chemie an der ETH Zürich und schloss dieses mit dem Diplom als Ingenieur-Chemiker ab (1932).
Im Anschluss arbeitete unter Leitung von Tadeus Reichstein in dessen organisch-chemischem Labor und leistete einen Beitrag zur Synthese der Ascorbinsäure. Er wurde 1934 an der ETH Zürich promoviert; als Referent fungierte Leopold Ružička.
Von 1940 bis 1970 arbeitete er bei F. Hoffmann-La Roche. Dort synthetisierte er 1949 zusammen mit Otto Schnider Dextromethorphan, welches als Hustenmittel bis heute eingesetzt wird.
Andreas Grüssner war mit Charlotte, geborene Feigel (1909–1983), verheiratet. Seine letzte Ruhestätte fand er auf dem Friedhof am Hörnli.